# Bžany (okres Stropkov)
Bžany jsou obec na Slovensku v okrese Stropkov ležící na břehu vodní nádrže Veľká Domaša. Žije zde 215 obyvatel. První zmínka o obci je z roku 1372./

## Poloha
Obec se nachází v Nízkých Beskydech v Ondavské vrchovině, na severozápadním břehu vodní nádrže Velká Domaša na toku řeky Ondavy.
Mírně členitý povrch tvořený vrstvy flyše má nadmořskou výšku v rozmezí 150 až 400 m, střed obce je ve výšce 165 m n. m. Lesní porost je tvořen převážně porosty dubu, buku a habru.
Od roku 1966 je součástí obce také území bývalé obce Valkov, která byla opuštěna kvůli výstavbě přehrady. Na břehu nádrže vznikla rekreační oblast Valkov.
Sousedními obcemi jsou na severu Lomné, na severovýchodě, východě a jihovýchodě Turany nad Ondavou, na jihovýchodě Nová Kelča, na jihu Kvakovce a Detrík, na jihozápadě Vavrinec a Matiaška, na západě Ruská Voľa a na severozápadě Kručov.

## Znak
Blason: v stříbrném (bílém) poli štítu zelená větev bezu s černými plody.
Jde o mluvící znak odvozený od slova baza (bez černý) vyskytující se ve slovenském či spíše v staromaďarském názvu obce (Bodzás).

## Památky
- Řeckokatolický chrám svatého Mikuláše z roku 1881.
- Pravoslavná kaple Přenesení ostatků svatého Mikuláše .[4]